# (6390) Hirabayashi
(6390) Hirabayashi es un asteroide perteneciente al cinturón de asteroides, región del sistema solar que se encuentra entre las órbitas de Marte y Júpiter.
Fue descubierto el 26 de enero de 1990 por Kin Endate y Kazuro Watanabe desde el observatorio de Kitami.

## Designación y nombre
Designado provisionalmente como 1990 BG1, fue nombrado en honor a  Shigeto Hirabayashi (n. 1953), un astrónomo aficionado conocido por su experiencia en fotografía astronómica. Muchos aficionados han utilizado su método para aumentar la sensibilidad de las películas fotográficas.

## Características orbitales
(6390) Hirabayashi está situado a una distancia media del Sol de 2,887 ua, pudiendo alejarse hasta 3,388 ua y acercarse hasta 2,386 ua. Su excentricidad es 0,174 y la inclinación orbital 6,068 grados. Emplea 1791,72 días en completar una órbita alrededor del Sol.
Los próximos acercamientos a la órbita de Júpiter ocurrirán el 26 de agosto de 2047, el 8 de agosto de 2080 y el 6 de noviembre de 2105.

## Características físicas
La magnitud absoluta de (6390) Hirabayashi es 12,99. Tiene 14,707 km de diámetro y su albedo se estima en 0,074.